# Amon G. Carter

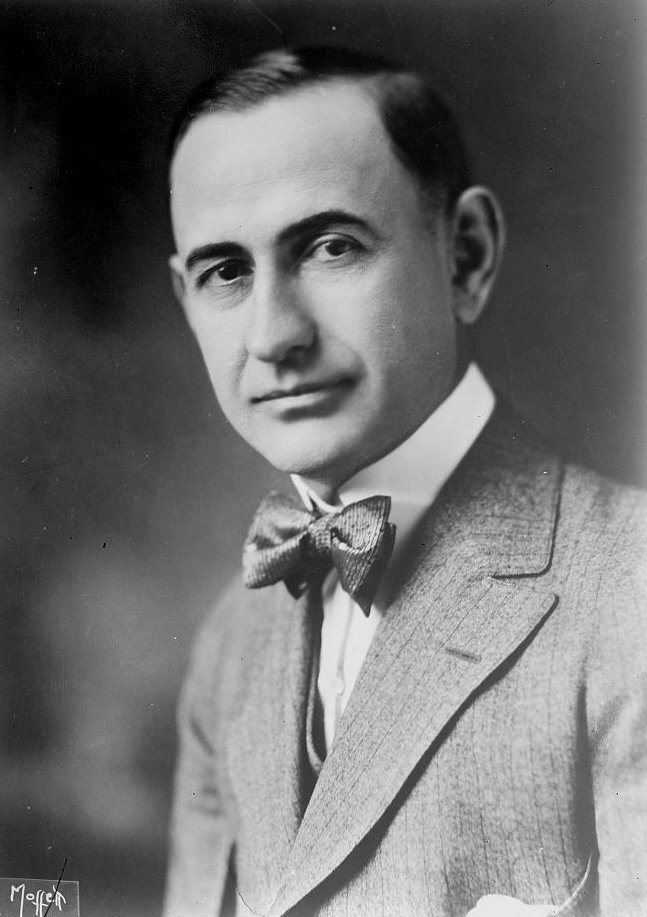
Amon G. Carter

Amon Giles Carter Sr. (* 11. Dezember 1879 in Crafton, Wise County, Texas; † 23. Juni 1955 in Fort Worth, Texas) war ein US-amerikanischer Zeitungsverleger. Der Gründer und Herausgeber der Tageszeitung Fort Worth Star-Telegram war ein Förderer der texanischen Großstadt Fort Worth.
1928 stiftete Carter die Mittel für den Bau des Football-Stadions Amon G. Carter Stadium in Fort Worth.
Das 1961 eröffnete Amon Carter Museum in Fort Worth geht auf ein Vermächtnis in seinem Testament zurück. Das Museum beherbergt unter anderem Carters Sammlung von Gemälden und Skulpturen der „Western“-Künstler Frederic Remington und Charles M. Russell.
Carter liegt auf dem Greenwood Memorial Cemetery in Fort Worth begraben.